# Curtiss-Wright XP-55 Ascender
Curtiss-Wright XP-55 Ascender (или CW-42) — прототип истребителя Соединённых Штатов, производившийся фирмой Curtiss-Wright в 1940-х годах.

## История
22 июня 1940 года фирма «Кёртисс-Райт» получила контракт от Воздушного корпуса Армии США на создание истребителя. Требовалось совместить и пушечное, и пулемётное вооружение, но ещё должна была быть скорость, чтобы истребитель мог вступать с Fw. 190 в виражные бои и одерживать в них победу. Фирма разрабатывала прототипы очень долго. 10 июня 1942 года «Кёртисс-Райт» сделала три прототипа XP-55. На них были установлены 20-мм пушки Испано-Сюиза HS.404 и 12.7-мм пулемёты Браунинг M2. Двигателем стал Эллисон V-1710. Вскоре военно-воздушные силы США отказались от HS.404, что ухудшило характеристики самолёта. Но фирма компенсировала наличие «Испано-Сюизы» двумя пулемётами Браунинг М2 на носу. Вооружение самолёта стало намного слабее, но количество вооружения увеличилось вдвое.

## Характеристики
- Экипаж: 1 человек (стрелок-пилот);
- Длина: 9 метров;
- Размах крыла: 12.4 метра;
- Вес пустого: 2.882 килограмма;
- Вес полного: 3,497 килограмма;
- Максимальная скорость: 628 километров в час;
- Вооружение: 4 x Браунинг М2
- Силовая установка: 1 x 12-ти цилиндровый V-образный двигатель внутреннего сгорания Эллисон V-1710[англ.].